# Super Bowl
Super Bowl-ul este meciul pentru titlul de campioană în National Football League (NFL), competiția Statelor Unite din fotbalul american profesionist. Meciul, împreună cu festivitățile alcătuiesc duminica Super Bowl (Super Bowl Sunday). De-a lungul anilor a devenit cel mai urmărit program de televiziune din Statele Unite ale Americii și este ca o sărbătoare națională. Mulți cântăreți populari au cântat în deschiderea Super Bowl-ului și în timpul ceremoniilor din pauza meciului. Duminica Super Bowl este a doua mare zi în privința consumului de mâncare din S.U.A..

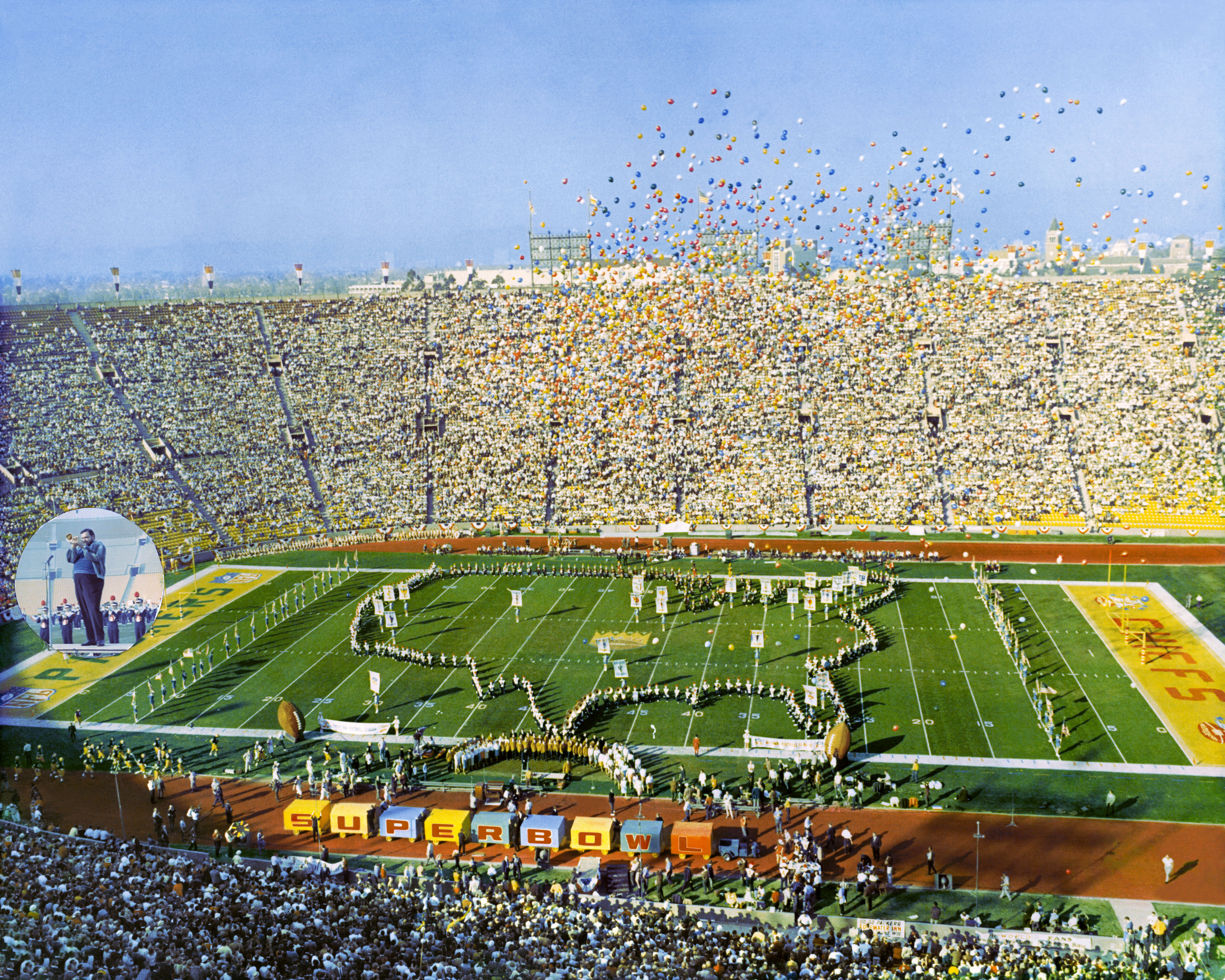
Primul Super Bowl jucat pe 15 ianuarie 1967, la Los Angeles Memorial Coliseum

Drepturile de televizare ale Super Bowl-ului sunt deținute în S.U.A. prin rotație de cele patru mari televiziuni (ABC, CBS, Fox, NBC), iar difuzarea anuală este faimoasă și datorită celei mai scumpe publicitați din an. Ca rezultat, publicitatea urmarită în timpul Super Bowl-ului a devenit un obicei al acestui eveniment anual.
Super Bowl-ul s-a jucat pentru prima oară pe 15 ianuarie 1967 ca parte a înțelegerii dintre NFL și rivalul său mai tânăr American Football League (AFL), în care campioana fiecărei ligi trebuia să joace într-un meci numit "AFL-NFL World Championship Game". După ce ligile au fuzionat în 1970, Super Bowl-ul a devenit meciul pentru titlul NFL, meci jucat între campioanele celor două conferințe: American Football Conference (AFC) și National Football Conference (NFC). Din moment ce sezonul NFL se extinde în noul an, pentru a identifica fiecare meci se folosesc numere romane, diferite față de anul în care a fost ținut. De exemplu, Super Bowl XLIII, jucat în februarie 2009, face parte de fapt din sezonul 2008.

## Finalele

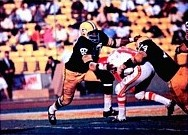
Packers i-au învins pe Chiefs în primul joc între AFL si NFL (Super Bowl I).

| (1966–1969)                                         | (1970–prezent)                               |
| --------------------------------------------------- | -------------------------------------------- |
| National Football League (NFL)                      | National Football Conference (NFC)           |
| Campioana NFLn (4, 2 victorii si 2 infrangeri)      | Campioana NFCN (55, 28 titluri si 27 finale) |
| American Football League (AFL)                      | American Football Conference (AFC)           |
| Campioana AFLa (4, 2 titluri si de 2 ori finalista) | Campioana AFCA (55, 27 titluri si 28 finale) |

| Sezon   | Dată              | Câștigătoare         | Finalistă            | Scor                   | Oraș                        | Locul disputării finalei      | MVP             |
| ------- | ----------------- | -------------------- | -------------------- | ---------------------- | --------------------------- | ----------------------------- | --------------- |
| I       | 15 ianuarie 1967  | Green Bay Packers    | Kansas City Chiefs   | 35-10                  | Los Angeles                 | LA Memorial Coliseum          | Bart Starr      |
| II      | 14 ianuarie 1968  | Green Bay Packers    | Oakland Raiders      | 33-14                  | Miami                       | Orange Bowl Stadium           | Bart Starr      |
| III     | 12 ianuarie 1969  | New York Jets        | Baltimore Colts      | 16-7                   | Miami                       | Orange Bowl Stadium           | Joe Namath      |
| IV      | 11 ianuarie 1970  | Kansas City Chiefs   | Minnesota Vikings    | 23-7                   | New Orleans                 | Tulane Stadium                | Len Dawson      |
| V       | 17 ianuarie 1971  | Baltimore Colts      | Dallas Cowboys       | 16-13                  | Miami                       | Orange Bowl Stadium           | Chuck Howley    |
| VI      | 16 ianuarie 1972  | Dallas Cowboys       | Miami Dolphins       | 24-3                   | New Orleans                 | Tulane Stadium                | Roger Staubach  |
| VII     | 14 ianuarie 1973  | Miami Dolphins       | Washington Redskins  | 14-7                   | Los Angeles                 | Los Angeles Memorial Coliseum | Jake Scott      |
| VIII    | 13 ianuarie 1974  | Miami Dolphins       | Minnesota Vikings    | 24-7                   | Houston                     | Rice Stadium                  | Larry Csonka    |
| IX      | 12 ianuarie 1975  | Pittsburgh Steelers  | Minnesota Vikings    | 16-6                   | New Orleans                 | Tulane Stadium                | Franco Harris   |
| X       | 18 ianuarie 1976  | Pittsburgh Steelers  | Dallas Cowboys       | 21-17                  | Miami                       | Orange Bowl Stadium           | Lynn Swann      |
| XI      | 9 ianuarie 1977   | Oakland Raiders      | Minnesota Vikings    | 32-14                  | Pasadena, California        | Rose Bowl                     | F. Biletnikoff  |
| XII     | 15 ianuarie 1978  | Dallas Cowboys       | Denver Broncos       | 27-10                  | New Orleans                 | Louisiana Superdome           | Martin/White    |
| XIII    | 21 ianuarie 1979  | Pittsburgh Steelers  | Dallas Cowboys       | 35-31                  | Miami                       | Orange Bowl Stadium           | Terry Bradshaw  |
| XIV     | 20 ianuarie 1980  | Pittsburgh Steelers  | Los Angeles Rams     | 31-19                  | Pasadena, California        | Rose Bowl                     | Terry Bradshaw  |
| XV      | 25 ianuarie 1981  | Oakland Raiders      | Philadelphia Eagles  | 27-10                  | New Orleans                 | Louisiana Superdome           | Jim Plunkett    |
| XVI     | 24 ianuarie 1982  | San Francisco 49ers  | Cincinnati Bengals   | 26-21                  | Pontiac                     | Pontiac Silverdome            | Joe Montana     |
| XVII    | 30 ianuarie 1983  | Washington Redskins  | Miami Dolphins       | 27-17                  | Pasadena, California        | Rose Bowl                     | John Riggins    |
| XVIII   | 22 ianuarie 1984  | Los Angeles Raiders  | Washington Redskins  | 38-9                   | Tampa                       | Tampa Stadium                 | Marcus Allen    |
| XIX     | 20 ianuarie 1985  | San Francisco 49ers  | Miami Dolphins       | 38-16                  | Stanford                    | Stanford Stadium              | Joe Montana     |
| XX      | 26 ianuarie 1986  | Chicago Bears        | New England Patriots | 46-10                  | New Orleans                 | Louisiana Superdome           | Richard Dent    |
| XXI     | 25 ianuarie 1987  | New York Giants      | Denver Broncos       | 39-20                  | Pasadena, California        | Rose Bowl                     | Phil Simms      |
| XXII    | 31 ianuarie 1988  | Washington Redskins  | Denver Broncos       | 42-10                  | San Diego                   | Jack Murphy Stadium           | Doug Williams   |
| XXIII   | 22 ianuarie 1989  | San Francisco 49ers  | Cincinnati Bengals   | 20-16                  | Miami                       | Joe Robbie Stadium            | Jerry Rice      |
| XXIV    | 28 ianuarie 1990  | San Francisco 49ers  | Denver Broncos       | 55-10                  | New Orleans                 | Louisiana Superdome           | Joe Montana     |
| XXV     | 27 ianuarie 1991  | New York Giants      | Buffalo Bills        | 20-19                  | Tampa                       | Tampa Stadium                 | Ottis Anderson  |
| XXVI    | 26 ianuarie 1992  | Washington Redskins  | Buffalo Bills        | 37-24                  | Minneapolis                 | Metrodome                     | Mark Rypien     |
| XXVII   | 31 ianuarie 1993  | Dallas Cowboys       | Buffalo Bills        | 52-17                  | Pasadena, California        | Rose Bowl                     | Troy Aikman     |
| XXVIII  | 30 ianuarie 1994  | Dallas Cowboys       | Buffalo Bills        | 30-13                  | Atlanta                     | Georgia Dome                  | Emmitt Smith    |
| XXIX    | 29 ianuarie 1995  | San Francisco 49ers  | San Diego Chargers   | 49-26                  | Miami                       | Joe Robbie Stadium            | Steve Young     |
| XXX     | 28 ianuarie 1996  | Dallas Cowboys       | Pittsburgh Steelers  | 27-17                  | Tempe                       | Sun Devil Stadium             | Larry Brown     |
| XXXI    | 26 ianuarie 1997  | Green Bay Packers    | New England Patriots | 35-21                  | New Orleans                 | Louisiana Superdome           | Desmond Howard  |
| XXXII   | 25 ianuarie 1998  | Denver Broncos       | Green Bay Packers    | 31-24                  | San Diego                   | Qualcomm Stadium              | Terrell Davis   |
| XXXIII  | 31 ianuarie 1999  | Denver Broncos       | Atlanta Falcons      | 34-19                  | Miami                       | Pro Player Stadium            | John Elway      |
| XXXIV   | 30 ianuarie 2000  | St. Louis Rams       | Tennessee Titans     | 23-16                  | Atlanta                     | Georgia Dome                  | Kurt Warner     |
| XXXV    | 28 ianuarie 2001  | Baltimore Ravens     | New York Giants      | 34-7                   | Tampa                       | Raymond James Stadium         | Ray Lewis       |
| XXXVI   | 3 februarie 2002  | New England Patriots | St. Louis Rams       | 20-17                  | New Orleans                 | Louisiana Superdome           | Tom Brady       |
| XXXVII  | 26 ianuarie 2003  | Tampa Bay Buccaneers | Oakland Raiders      | 48-21                  | San Diego                   | Qualcomm Stadium              | Dexter Jackson  |
| XXXVIII | 1 februarie 2004  | New England Patriots | Carolina Panthers    | 32-29                  | Houston                     | Reliant Stadium               | Tom Brady       |
| XXXIX   | 6 februarie 2005  | New England Patriots | Philadelphia Eagles  | 24-21                  | Jacksonville                | ALLTEL Stadium                | Deion Branch    |
| XL      | 5 februarie 2006  | Pittsburgh Steelers  | Seattle Seahawks     | 21-10                  | Detroit                     | Ford Field                    | Hines Ward      |
| XLI     | 4 februarie 2007  | Indianapolis Colts   | Chicago Bears        | 29-17                  | Miami                       | Dolphin Stadium               | Peyton Manning  |
| XLII    | 3 februarie 2008  | New York Giants      | New England Patriots | 17-14                  | Glendale                    | University of Phoenix Stadium | Eli Manning     |
| XLIII   | 1 februarie 2009  | Pittsburgh Steelers  | Arizona Cardinals    | 27-23                  | Tampa                       | Raymond James Stadium         | Santonio Holmes |
| XLIV    | 7 februarie 2010  | New Orleans Saints   | Indianapolis Colts   | 31-17                  | Miami                       | Sun Life Stadium              | Drew Brees      |
| XLV     | 6 februarie 2011  | Green Bay Packers    | Pittsburgh Steelers  | 31-25                  | Arlington                   | Cowboys Stadium               | Aaron Rodgers   |
| XLVI    | 5 februarie 2012  | New York Giants      | New England Patriots | 21-17                  | Indianapolis                | Lucas Oil Stadium             | Eli Manning     |
| XLVII   | 3 februarie 2013  | Baltimore Ravens     | San Francisco 49ers  | 34–31                  | New Orleans                 | Mercedes-Benz Superdome       | Joe Flacco      |
| XLVIII  | 2 februarie 2014  | Seattle Seahawks     | Denver Broncos       | 43–8                   | East Rutherford, New Jersey | MetLife Stadium               | Malcolm Smith   |
| XLIX    | 1 februarie 2015  | New England Patriots | Seattle Seahawks     | 28-24                  | Glendale, Arizona           | University of Phoenix Stadium | Tom Brady       |
| 50      | 7 februarie 2016  | Denver Broncos       | Carolina Panthers    | 24-10                  | Santa Clara, California     | Levi's Stadium                | Von Miller      |
| LI      | 5 februarie 2017  | New England Patriots | Atlanta Falcons      | 34-28                  | Houston                     | NRG Stadium                   | Tom Brady       |
| LII     | 4 februarie 2018  | Philadelphia Eagles  | New England Patriots | 41-33                  | Minneapolis                 | U.S. Bank Stadium             | Nick Foles      |
| LIII    | 3 februarie 2019  | New England Patriots | Los Angeles Rams     | 13-3                   | Atlanta                     | Mercedes-Benz Stadium         | Julian Edelman  |
| LIV     | 2 februarie 2020  | Kansas City Chiefs   | San Francisco 49ers  | 31-20                  | Miami                       | Hard Rock Stadium             | Patrick Mahomes |
| LV      | 7 februarie 2021  | Tampa Bay Buccaneers | Kansas City Chiefs   | 31-9                   | Tampa                       | Raymond James Stadium         | Tom Brady       |
| LVI     | 13 februarie 2022 | Los Angeles Rams     | Cincinnati Bengals   | 23-20                  | Inglewood, California       | SoFi Stadium                  | Cooper Kupp     |
| LVII    | 12 februarie 2023 | Kansas City Chiefs   | Philadelphia Eagles  | 38-35                  | Glendale, Arizona           | State Farm Stadium            | Patrick Mahomes |
| LVIII   | 11 februarie 2024 | Kansas City Chiefs   | San Francisco 49ers  | 19-19; 25–22 (după OT) | Paradise, Nevada            | Allegiant Stadium             | Patrick Mahomes |
| LIX     | 9 februarie 2025  | Philadelphia Eagles  | Kansas City Chiefs   | 40-22                  | New Orleans                 | Caesars Superdome             | Jalen Hurts     |

## Clasamentul all-time al câștigătorilor Super Bowl
Aceasta este o listă a titlurilor SUPER BOWL de la Super Bowl I în 1967, nu a titlurilor și aparițiilor NFL din 1920.
| Echipa                | Titlu | Finalistă | Procentaj | Anii câștigători                   |
| --------------------- | ----- | --------- | --------- | ---------------------------------- |
| New England Patriots  | 6     | 5         | .545      | 2001, 2003, 2004, 2014, 2016, 2018 |
| Pittsburgh Steelers   | 6     | 2         | .750      | 1974, 1975, 1978, 1979, 2005, 2008 |
| Dallas Cowboys        | 5     | 3         | .625      | 1971, 1977, 1992, 1993, 1995       |
| San Francisco 49ers   | 5     | 3         | .625      | 1981, 1984, 1988, 1989, 1994       |
| Green Bay Packers     | 4     | 1         | .800      | 1966, 1967, 1996, 2010             |
| New York Giants       | 4     | 1         | .800      | 1986, 1990, 2007, 2011             |
| Kansas City Chiefs    | 4     | 3         | .571      | 1969, 2019, 2022, 2023             |
| Denver Broncos        | 3     | 5         | .375      | 1997, 1998, 2015                   |
| Las Vegas Raiders     | 3     | 2         | .600      | 1976, 1980, 1983                   |
| Washington Commanders | 3     | 2         | .600      | 1982, 1987, 1991                   |
| Miami Dolphins        | 2     | 3         | .400      | 1972, 1973                         |
| Los Angeles Rams      | 2     | 3         | .400      | 1999, 2021                         |
| Philadelphia Eagles   | 2     | 3         | .400      | 2017, 2024                         |
| Indianapolis Colts    | 2     | 2         | .500      | 1970, 2006                         |
| Baltimore Ravens      | 2     | 0         | 1.000     | 2000, 2012                         |
| Tampa Bay Buccaneers  | 2     | 0         | 1.000     | 2002, 2020                         |
| Seattle Seahawks      | 1     | 2         | .333      | 2013                               |
| Chicago Bears         | 1     | 1         | .500      | 1985                               |
| New Orleans Saints    | 1     | 0         | 1.000     | 2009                               |
| New York Jets         | 1     | 0         | 1.000     | 1968                               |
| Buffalo Bills         | 0     | 4         | .000      | —                                  |
| Minnesota Vikings     | 0     | 4         | .000      | —                                  |
| Cincinnati Bengals    | 0     | 3         | .000      | —                                  |
| Atlanta Falcons       | 0     | 2         | .000      | —                                  |
| Carolina Panthers     | 0     | 2         | .000      | —                                  |
| Tennessee Titans      | 0     | 1         | .000      | —                                  |
| Los Angeles Chargers  | 0     | 1         | .000      | —                                  |
| Arizona Cardinals     | 0     | 1         | .000      | —                                  |
| Cleveland Browns      | 0     | 0         | —         | —                                  |
| Detroit Lions         | 0     | 0         | —         | —                                  |
| Houston Texans        | 0     | 0         | —         | —                                  |
| Jacksonville Jaguars  | 0     | 0         | —         | —                                  |